# Marco F. Duretto
Marco F. Duretto ( n. 1964 ) es un botánico, curador y explorador australiano.

## Algunas publicaciones
- jasmine k. Janes, marco f. Duretto. 2010a. A new classification for subtribe Pterostylidinae (Orchidaceae), reaffirming Pterostylis in the broad sense. Australian Systematic Bot. 23(4): 260-269

- ------------------------, dorothy a. Steane, rené e. Vaillancourt, marco f. Duretto. 2010b. A molecular phylogeny of the subtribe Pterostylidinae (Orchidaceae): resolving the taxonomic confusion. Australian Systematic Bot. 23(4): 248

- marco f. Duretto. 2009. Gunneraceae. Ed. Tasmanian Museum and Art Gallery en línea (enlace roto disponible en Internet Archive; véase el historial, la primera versión y la última).

- ---------------------------. 2009b. 87 Rutaceae. Version 2009:1, Flora of Tasmania Online en línea Archivado el 6 de julio de 2011 en Wayback Machine.

- byoung-hee Choi, m.f. Duretto. 2008. Correa alba var. rotundifolia (Rutaceae): an old name for a newly recognised variety endemic to south-eastern Tasmania. Muelleria 26, 45–53

- marco f. Duretto, p.i. Forster. 2007. A taxonomic revision of the genus Zieria Sm. (Rutaceae) in Queensland. Austrobaileya 7: 473–544

- ---------------------------, k.l. Durham, e.a. James, p.y. Ladiges. 2006. New subspecies of Leionema bilobum (Rutaceae). Muelleria 23: 7–14

- ---------------------------. 2003. Notes on Boronia (Rutaceae) in eastern and northern Australia. Muelleria 17 19–135

- ---------------------------, pauline y. Ladiges. 1999a. A Cladistic Analysis of Boronia Section Valvatae (Rutaceae). En: Australian Systematic Bot. 11 (6): 635–665

- p.h. Weston, marco f. Duretto. 1999b. New South Wales Flora Online

## Honores
- 1990: galardón de Honor de la "Australian Orchid Foundation"[2]

- La abreviatura «Duretto» se emplea para indicar a Marco F. Duretto como autoridad en la descripción y clasificación científica de los vegetales.[3]